# Sileno e satiri
Il Sileno e satiri è un dipinto a olio su tavola (31,1 x 41 cm) di Cima da Conegliano, databile al 1505-1510 circa e conservato nel Philadelphia Museum of Art.
La tavola è un frammento laterale del fronte di un cassone, o della testata di un letto, attualmente diviso in tre parti: le altre due che completavano la composizione raffigurano Nozze di Bacco e Arianna e  Baccante.

## Descrizione
Il quadro ritrae Sileno sul dorso di un asino assieme a tre satiri.